# Ariél Pakes
 (août 2022).
Ariél Pakes est un économiste américain né en 1949. Il est professeur d'économie à l'Université Harvard.

## Contribution scientifique
Il est connu pour ses travaux sur la productivité avec Steven Olley et ses travaux avec Steven Berry et James Levinsohn sur l'estimation des modèles structurels de part de marché en organisation industrielle.

## Carrière
Ariél Pakes a d'abord enseigné à l'université de Jérusalem puis à l'université du Wisconsin de 1986 à 1988 avant de devenir professeur d'économie à l'université de Yale de 1988 à 1999 puis à Harvard.
Il travaille aussi comme conseiller auprès d'entreprises privées, notamment depuis 2015, Cornerstone Research.

## Distinctions
- 1988 : Médaille Frisch de l'Econometric Society[5]
- 2007 : Distinguished Fellow de l'Industrial Organization[5]
- 2017 : Prix Jean-Jacques Laffont de la Toulouse School of Economics[6].
- 2018 : BBVA Frontiers of Knowledge Award[7]
- 2019 : Distinguished Fellow de l'American Economic Association[5].
- 2022 : Prix Erwin Plein Nemmers d'économie de l'université Northwestern[8],[9]